# Бізумрат Абдуллаєва
Бізумрат Абдуллаєва (тадж. Бибизумрад Абдуллоева) — радянська господарська, державна і політична діячка, Герой Соціалістичної Праці.

## Біографія
Народилася в 1919 році. Член ВКП(б).
З 1937 року — на господарській, суспільній і політичній роботі. У 1937—1972 рр. — колгоспниця, бригадир бавовняної бригади колгоспу імені Хрущова Кагановичабадського району Таджицької РСР, випускниця Таджицького бавовняного інституту.
Указом Президії Верховної Ради СРСР від 17 січня 1957 року присвоєно звання Героя Соціалістичної Праці з врученням ордена Леніна і золотої медалі «Серп і Молот».
Нагороджена Почесною грамотою Президії Верховної Ради Таджицької РСР.